# Брасез
Брасез (фр. Brasseuse) насеље је и општина у североисточној Француској у региону Пикардија, у департману Оаза која припада префектури Санлис.
По подацима из 2011. године у општини је живело 90 становника, а густина насељености је износила 10,84 становника/km². Општина се простире на површини од 8,3 km². Налази се на средњој надморској висини од 104 метара (максималној 152 m, а минималној 75 m).

## Демографија
| 1962. | 1968. | 1975. | 1982. | 1990. | 1999. | 2011. |
| ----- | ----- | ----- | ----- | ----- | ----- | ----- |
| 162   | 181   | 133   | 119   | 152   | 136   | 90    |

График промене броја становника у току последњих година